# Solans (Torallola)
Solans és el nom d'una partida rural en una solana del terme municipal de Conca de Dalt, al Pallars Jussà, a l'antic terme de Toralla i Serradell, en el territori del poble de Torallola.
Està situada al sud de Torallola, a l'esquerra del barranc del Solà, al límit meridional del terme municipal, al sud de los Planells i a ponent del Solà d'Hortell, a llevant de Llinars.